# کامرون مانهن
کامرون رایلی مانهن (انگلیسی: Cameron Riley Monaghan؛ زادهٔ ۱۶ اوت ۱۹۹۳) یک هنرپیشه اهل ایالات متحده آمریکا است. وی از سال ۲۰۰۲ میلادی تاکنون مشغول فعالیت بوده‌است.
از فیلم‌های معروف او می‌توان به بازی در فیلم جیمی مارکس مرده‌است، مال، آکادمی خون‌آشامی، پرام و بزرگراه بهشت اشاره کرد؛ و از سریال‌های معروف می‌توان به شیملس اشاره کرد
و در سریال گاتهام در نقش جروم والسکا (جوکر احتمالی) بازی کرده که اکثرا اورا به این دلیل میشناسند.